# Rosa Aschenbrenner
Rosa Aschenbrenner (* 27. April 1885 in Beilngries; † 9. Februar 1967 in München; geborene Rosa Lierl) war eine sozialistische Politikerin.

## Leben
Die Tochter eines Uhrmachers und Landwirtes arbeitete zunächst als Dienstmädchen, trat 1908 in München dem Frauen- und Mädchenbildungs-Verein bei und schloss sich nach ihrer Heirat mit dem Arbeiter Hans Aschenbrenner 1909 der SPD an. Ab 1917 Mitglied der USPD, gehörte sie dort zum linken Flügel, der sich im Dezember 1920 mit der KPD zur VKPD zusammenschloss. Am 7. Juli 1920 wurde sie zur Zweiten Vorsitzenden der USPD-Kreisleitung München gewählt. Bereits am 6. Juni 1920 war sie als Kandidatin der USPD in den Bayerischen Landtag gewählt worden. Im November 1921 musste sie sich einer komplizierten medizinischen Operation aussetzen, die ihren Gesundheitszustand stark in Mitleidenschaft zog. Deshalb legte sie ihr Landtagsmandat am 22. Januar 1922 nieder, um sich ganz auf die Frauenhilfe für politische Gefangene konzentrieren zu können. Diese Hilfsorganisation der ADGB-Gewerkschaften existierte bis zum Sommer 1923 und wurde dann wegen der politischen Nähe zur Roten Hilfe (RHD) aufgelöst. 1924 wurde sie erneut in den Landtag Bayerns gewählt, dem sie bis 1932 angehörte. Daneben war sie zeitweise in der Bezirksleitung Südbayern der KPD für die frauenpolitischen Aktivitäten der Partei und später für die Kasse der Partei zuständig und engagierte sich in der RHD.
Als Anhängerin des „rechten“ Parteiflügels um August Thalheimer und Heinrich Brandler kritisierte sie speziell ab 1928 die Politik der Parteiführung um Ernst Thälmann (Sozialfaschismus- und RGO-Politik) und wurde wegen Verstößen gegen die Partei- und Kominternlinie zunächst verwarnt. Im Juni 1929 erklärte sie ihren Parteiaustritt, da sie es ablehnte, weiterhin die von ihr als „Katastrophenpolitik“ gekennzeichnete Linie der Parteiführung nach außen vertreten zu müssen. Ihr Ehemann wurde im Folgemonat aus der KPD ausgeschlossen, da er sich weigerte, sich von seiner Frau zu trennen. Rosa Aschenbrenner trat nun zunächst der KPO um Brandler und Thalheimer bei, als sich anders als in Nordbayern um ihren ebenfalls der KPO beigetretenen Fraktionskollegen Karl Grönsfelder, im Raum München keine starken KPO-Strukturen bildeten, schloss sie sich unter Beibehaltung ihrer bisherigen politischen Positionen 1932 der SPD an.
Nach der Machtübernahme der NSDAP 1933 einige Monate inhaftiert, wurde sie 1937 erneut vier Monate unter dem Vorwurf des Abhörens „feindlicher Sender“ gefangen gehalten. 1945 gehörte Rosa Aschenbrenner zu den Gründungsmitgliedern der SPD. Die weiterhin überzeugte Sozialistin und Gegnerin der Wiederbewaffnung vertrat die SPD von 1946 bis 1948 erneut im bayerischen Landtag und darauf folgend bis 1956 in der Münchner Stadtverordnetenversammlung, wurde aber auf Grund ihrer politischen Positionen in ihrer Partei immer stärker marginalisiert.

## Ehrungen
- Nach Rosa Aschenbrenner ist der Rosa-Aschenbrenner-Bogen im Münchner Stadtteil Schwabing-West benannt.
- In ihrer Geburtsstadt Beilngries ist nach ihr die Rosa-Aschenbrenner-Anlage benannt.

## Radio
- Karin Sommer: Die „eiserne Rosa“ Aschenbrenner – eine Politikerin der 20er und der 50er Jahre. Radiosendung vom 19. November 1995, Bayerischer Rundfunk